# 迅雷极速版
迅雷精简版，是由深圳市迅雷网络技术有限公司开发的一款下載軟體迅雷的简化版，直接嵌入Internet Explorer，与IE默认下载方式很像，所以操作简单又可以加快速度，很适合初学者使用。

## 与迅雷的对比
|              | 迅雷精简版 | 迅雷     |
| ------------ | ---------- | -------- |
| 下载管理     | 无         | 有       |
| 详细通讯记录 | 无         | 有       |
| 加速         | 有         | 有       |
| 操作         | 方便       | 较不方便 |